# Clutch (datorspel)
Cluth (även känt som Armageddon Riders för PS3) är ett racingspel med zombie-tema utvecklat av Targem Games och utgivet av Game Factory Interactive.
Spelet utspelar sig efter en katastrof med LHC vilket resulterade i att största delen av stadens befolkning blev till zombies. Överlevarna måste använda sig av snabba bepansrade bilar för att överleva.